# Sheffield Wednesday F.C.
Sheffield Wednesday Football Club – angielski klub piłkarski z Sheffield. Ich przydomek Owls (sowy) wziął się od nazwy dzielnicy (Owlerton) w której zlokalizowany jest stadion klubu. Ich największym rywalem jest Sheffield United F.C. Obecnie zespół występuje w Championship. Sheffield Wednesday jest jednym z najstarszych klubów zawodowych na świecie i trzecim najstarszym w lidze angielskiej.
Klub zdobył cztery razy tytuł mistrza Anglii, trzy razy Puchar Anglii i raz Puchar Ligi Angielskiej. Z wyjątkiem tego ostatniego, wszystkie trofea zostały zdobyte przed II wojną światową.

## Historia

### 1820-1900
Klub powstał w 1820 roku jako The Wednesday Cricket Club (nazwa pochodzi od dnia rozgrywania meczów). 4 września 1867 roku postanowiono założyć drużynę piłkarską. Na takа decyzję wpłynęła chęć spotykania i utrzymania drużyny razem w miesiącach zimowych. W tym samym roku rozegrali swój pierwszy mecz z Mechanics Club. Przez następną dekadę stopniowo ewoluował w kierunku klubu zawodowego. Na zawodowstwo klub przeszedł w 1887 roku. Wpływ na to miała presja zawodników, którzy chcieli odejść z klubu. Sheffield Wednesday wygrał swój pierwszy mecz jako profesjonalny klub z The Mechanics 3-0. W 1889 roku klub został jednym z założycieli Football Alliance i w pierwszym sezonie zostali mistrzami tej ligi. Dotarli także do finału FA Cup w 1890, który przegrali 1:6 z Blackburn Rovers. W sezonie 1892/93 na skutek powiększenia ligi, pierwszy raz wystąpili w First Division. Pierwszy mecz w Football League rozegrali 3 września 1892 roku z Notts County, który wygrali 1:0. Przez kolejne siedem sezonów Sheffield Wednesday grali w Division One. W sezonie 1895/96 dotarli do finału FA Cup, w którym pokonali Wolverhampton Wanderers 2-1 (18 kwietnia 1896). Na zakończenie stulecia w sezonie 1898/99, po zajęciu ostatniej pozycji w lidze, Sheffield Wednesday zostało zdegradowane do Division Two. Po rocznym pobycie w drugiej lidze i zdobyciu jej mistrzostwa ponownie znaleźli się w Division One (1899/1900).

### 1900-1915
W okresie od początku stulecia do wybuchu pierwszej wojny światowej, Sheffield Wednesday uczestniczyło w rozgrywkach Division One. Dwukrotnie w tym czasie pokonali wszystkich rywali i zostali mistrzami ligi. W sezonie 1902/03 wygrali ligę z dorobkiem 42 punktów uzyskując jedno oczko przewagi nad Aston Villą. Następny sezon (1903/04) był także zwycięski, tyle że tym razem uzyskali trzy punkty przewagi nad Manchesterem City i pewnie zdobyli tytuł mistrzów. Na ten sam okres przypada drugi triumf w rozgrywkach FA Cup. W sezonie 1906/07 w finale pucharu pokonali drużynę Evertonu 2:1. W 1912 nastąpiła zmiana nazwy stadionu na Hillsborough. Poprzednia nazwa, Owlerton istniała od 1899 roku. Od miejsca gdzie rozgrywali swoje spotkania wziął się ich przydomek The Owls.

### 1920-1940
Po pięcioletniej przerwie w rozgrywkach Football League, spowodowanej I wojną światową, w sezonie 1919/20 Sheffield Wednesday ponownie przystąpił do rozgrywek Division One. Niestety powojenny start okazał się dla The Owls nie udany. Po zdobyciu 23 punktów w sezonie ostatecznie zajęli ostatnie 22 miejsce i spadli do Second Division. Do bezpiecznej 20 pozycji stracili aż 14 punktów. W Division Two klub grał przez następne sześć sezonów. Po raz kolejny uzyskali promocję do wyższej ligi w 1926 roku. Po raz drugi uzyskali awans przy okazji zdobywając tytuł mistrzowski Division Two, podobnie jak na przełomie wieków. Następne dwa lata w Division One plasowali się w dolnej połowie tabeli, z tym że sezon 1927/28 przeszedł do historii pod nazwą The Great Escape. Sheffield Wednesday z ostatniego miejsca awansował na 14 lokatę dzięki wywalczeniu 17 punktów w ostatnich 10 meczach. Forma z ostatnich dziesięciu meczów poprzedniego sezonu została utrzymana przez Sheffield Wednesday przez kolejne dwa lata. Mianowicie w sezonie 1928/29 po zdobyciu 52 punktów i wyprzedzeniu o jeden punkt drużyny Leicester City, The Owls mogli świętować tytuł mistrzowski. Rok później ten tytuł obronili i po raz czwarty zostali mistrzami Anglii. Tym razem ligę wygrali zdecydowanie. Sheffield Wednesday uzbierał 60 punktów i aż o 10 oczek wyprzedził drugi w tabeli Derby County. W następnych pięciu sezonach zajmowali czterokrotnie 3 miejsce (sezon 1930/31, 1931/32, 1932/33 i 1934/35) i raz w sezonie 1933/34 na 11 miejscu. Tak samo jak w sezonie 1929/30 po raz czwarty i jak na razie ostatni sięgnęli po tytuł mistrzowski, tak w sezonie 1934/35 po raz trzeci (jak na razie ostatni) zdobyli FA Cup. 27 kwietnia 1935 finale na Wembley spotkali się z West Bromwich Albion. Sheffield Wednesday wygrało 4:2 i po raz trzeci świętowało triumf w tych rozgrywkach. W 1935 roku do gabloty z trofeami The Owls dodali Tarczę Dobroczynności (FA Community Shield). Zakwalifikowani do finałowego meczu jako zdobywca pucharu Anglii pokonał w nim Arsenal F.C.(mistrz kraju z sezonu 1934/35)1:0. Dwa sezony później (1936/37) zajmując ostatnie miejsce w Division One, Sheffield Wednesday zostało zdegradowane o poziom niżej do Division Two. Następne trzy sezony do wybuchu II wojny światowej, The Owls grali w drugiej lidze.

### 1945-1990
W pierwszym sezonie (1946/47) po II Wojnie Światowej, Sheffield Wednesday był bardzo blisko spadku o jeszcze jedną klasę rozgrywkową niżej. W rozgrywkach Divison Two zajął 20 miejsce, ostatnie dające utrzymanie w lidze. W Division Two The Owls spędzili kolejne trzy lata. Sezon 1949/50 okazał się szczęśliwym dla drużyny, która zajmując drugie miejsce w lidze awansowała do Division One. Tym razem przygoda z najwyższą klasą rozgrywkową nie trwała długo. Zaledwie po jednym sezonie (1950/51) Sheffield Wednesday ponownie znalazł się w drugiej lidze. Sezon 1951/52 okazał się mistrzowski w wykonaniu The Owls. Po raz trzeci wygrali Divison Two i czwarty raz awansowali do pierwszej ligi. Tym razem trzyletnia przygoda z Division One to była walka o utrzymanie w najwyższej lidze. Dwa razy udało się klubowi utrzymać status pierwszoligowej drużyny, ale w sezonie 1954/55 po zajęciu ostatniego miejsca w lidze, ponownie swoje bramy dla The Owls otworzyła Division Two. Kolejny sezon (1955/56) przyniósł czwarty tytuł mistrza Division Two i ponowny awans do najwyższej ligi. Po raz piąty mistrzem drugiej ligi zostali w sezonie 1958/59. Przez okres od 1946 do 1959 roku Sheffield Wednesday zaliczył cztery awanse do Division One oraz trzy degradacje z tej ligi.
Lata 60. Sheffield Wednesday spędził w Division One. Najlepszy występ w tych rozgrywkach zanotował w sezonie 1960/61 kiedy uplasował się na drugim miejscu. W tym okresie zaliczył występ w finale FA Cup (1965/66). 14 maja 1966 w finale na stadionie Wembley, Sheffield Wednesday uległo Evertonowi 2:3. Dziesięciolecie zakończyli spadkiem do Division two w sezonie 1969/70.
Lata od 1970 do 1984 Sheffield Wednesday grał na poziomie Division Two i Third Division. Po pięciu latach spędzonych w drugiej lidze w sezonie 1974/75 po raz pierwszy w historii The Owls opuścili pierwsze dwa poziomy rozgrywkowe ligi angielskiej. Następny sezon (1975/76) który grali w Third Division to była obrona przed spadkiem o jeszcze jedną klasę niżej. Po kolejnych czterech latach w sezonie 1979/80 uzyskali awans do Division Two, zajmując trzecie miejsce w lidze. Kolejne lata gry to była próba powrotu do Division One. W 1983 roku Sheffield Wednesday awansował do półfinału FA Cup, niestety nie udało się osiągnąć finału gdyż na przeszkodzie stanął Brighton & Hove Albion, który pokonał The Owls 2:1. Mimo braku awansu do finału był to dobry znak przed nadchodzącym nowym sezonem 1983/84, gdyż po zajęciu drugiego miejsca w lidze Sheffield Wednesday awansował do Divison One.
Po powrocie do Division One, Sheffield Wednesday pierwszy sezon (1984/85) zakończył na ósmym miejscu. Klub dotarł również do 5 rundy w FA Cup i League Cup. Sezon później uplasował się na piątej pozycji i dotarł do półfinału FA Cup (przegrana 2:1 z Evertonem). The Owls w First Division grali do sezonu 1989/90, kiedy to plasując się na 18 miejscu w tabeli ponownie nie utrzymali się w najwyższej klasie rozgrywkowej.

### 1990-2000
Sheffield Wednesday w sezonie 1990/91 święciło podwójny triumf. Po zajęciu trzeciego miejsca w rozgrywkach Division Two ponownie awansowali do najwyższej ligi oraz w rozgrywkach League Cup dotarli aż do finału. W ostatnim meczu, decydującym o triumfie w rozgrywkach pucharu ligi, spotkali się z Manchesterem United i pokonali rywali 1:0. The Owls po raz pierwszy cieszyli się z triumfu w League Cup. W sezonie 1992/93 Sheffield Wednesday uczestniczyli w rozgrywkach krajowych i europejskich. Division One ukończyli na trzecim miejscu, FA Cup ukończyli na rundzie czwartej, a League Cup na poziomie trzeciej rundy. W rozgrywkach o puchar UEFA także zbyt wiele nie zwojowali, gdyż ich przygoda zakończyła się za sprawą niemieckiego zespołu Kaiserslautern na drugiej rundzie. Kolejny sezon 1992/93 już w zreformowanej lidze (Sheffield Wednesday było jednym z założycieli Premier League) drużyna zakończyła na 7 pozycji. W tym samym roku ponownie dotarli do finału rozgrywek pucharowych. 15 maja 1993 roku na Wembley spotkali się w finale FA Cup z Arsenalem. Po remisie (1:1) i braku wyłonienia zwycięzcy w pierwszym finałowym spotkaniu doszło do ponownego rozegrania meczu w dniu 20 maja. Tym razem po dogrywce mecz zakończył się wygraną Arsenalu, 2:1.
Od sezonu 1993/94 (7 miejsce) do sezonu 1999/2000 Sheffeld Wednesday uczestniczyło w rozgrywkach Premier League. Najwyższe 7 miejsce osiągnęli w sezonach 1993/94 oraz 1996/97. W międzyczasie uczestniczyli w rozgrywkach o puchar UEFA Intertoto (sezon 1995/96), który zakończyli na fazie grupowej. W sezonie 1999/2000 Sheffeld Wednesday po zdobyciu 31 punktów i zajęciu 19 pozycji, spadł do Division One i jak na razie nie udało mu się powrócić do najwyższej klasy rozgrywkowej.

### 2000-2015
Po spadku do drugiej ligi w sezonie 1999/2000 kolejne trzy sezony Sheffield Wednesday spędził w Division One. Co roku do końca sezonu The Owls nie byli pewni pozostania w drugiej lidze, mimo to w sezonie 2001/02 udało im się dotrzeć do półfinału League Cup. Przez dwa sezony udało się utrzymać status drugoligowca. Trzeci sezon (2002/03) w Division One nie był udany i po zdobyciu 46 punktów, Sheffield Wednesday zajął ostatecznie 22 miejsce w lidze, co wiązało się z degradacją do Division Two. Pierwszy sezon w Division Two to 16 miejsce na koniec sezonu. Nie oznaczało to wcale pewnego utrzymania, gdyż The Owls zdobyło tylko 3 punkty więcej niż 21 w tabeli Grimsby Town, który został zdegradowany. Kolejny sezon (2004/05) Sheffeld Wednesday ukończył na 5 pozycji, dzięki czemu uzyskał prawo gry w play-off. Po dotarciu do finału play-off, który odbył się na 29 maja 2005 roku, The Owls pokonali Hartlepool United 4:2 (po dogrywce) i awansowali do Championship. Kolejne pięć sezonów klub brał udział w rozgrywkach Championship. W sezonie 2009/10 ponownie The owls nie zdołali utrzymać się w lidze i po zajęciu 22 miejsca zostali zdegradowani do League One. Powrót do Championship zajął Sheffeld Wednesday dwa sezony. Sezon 2011/12 klub ukończył na drugim miejscu i awansował ponownie do Champioship. Od sezonu 2012/13 do dzisiaj Sheffeld Wednesday występują w rozgrywkach Champioship.
Z powodu problemów finansowych na starcie sezonu 2020/21 drużynie odjęto 12 punktów, później liczbę ujemnych punktów zredukowano do sześciu.

## Pochodzenie nazwy i pseudonimu
W 1820 został założony klub w którym zrzeszeni byli okoliczni rzemieślnicy. Ich dniem wolnym od pracy była środa. Od dnia założenia i dnia spotkań wziął się w nazwie przydomek Wednesday. Przez okres do zmiany nazwy w 1929 roku na Sheffeld Wednesday w przydomku cały czas przewijała się nazwa Wednesday. Początkowo nazwa brzmiała The Wednesday Cricket Club a po założeniu sekcji piłkarskiej występowali jako The Wednesday.
Początkowo Sheffield Wednesday nosił podobnie jak Sheffield United przydomek The Blades. Związane było to z tym, że Sheffield było znane na całym świecie z produkcji sztućców i noży. Przydomek The Owls pojawił się po przenosinach do Owlerton w której występuje Sheffield Wednesday.

## Barwy klubu
Od początku swojego istnienia w barwach przewija się kolor niebieski i biały. Koszulki były w pionowe pasy z wyjątkiem okresu pomiędzy 1875 a 1881 rokiem, kiedy pasy były w poziomie. W latach od 1965 do 1972 koszulki były niebieskie z białymi rękawami. Przez resztę okresu klub używał koszulek tylko i wyłącznie w biało-niebieskie pasy. Na spodenki i getry klub używał przeważnie czarnego, białego lub niebieskiego koloru. Przez cały okres historii klubu tylko w latach 1995 do 1997 pojawił się kolor inny od wyżej wymienionych. W tym okresie pojawił się kolor żółty, którym były wykończone rękawy koszulek, górna część getrów oraz pas spodenek.

## Herb klubu
Herb klubu powstał 1965 roku. Nazwa dzielnicy Owlerton, która dała przydomek była również inspiracją przy tworzeniu herbu. Na pierwszej wersji znaku klubowego pojawiła się sowa siedząca na gałęzi. Po lewej stronie sowy umieszczono literę S a po prawej literę W. pod spodem umieszczono motto Consilio et Animis. Od 1970 w herbie klubu znalazła się sama sowa i litery S,W,F i C. Od tego czasu klubowy znak ewaluował. W 1995 roku przybrał dzisiejszy kształt i przedstawia sowę siedzącą na literach SWFC. W herbie pojawił się także rok założenia klubu.

## Sukcesy
- Mistrzostwo Anglii (4): 1902/03[51], 1903/04[51], 1928/29[52], 1929/30[52]
- Mistrzostwo Division 2 (5): 1899/1900, 1925/26, 1951/52, 1955/56, 1958/59[53].
- Puchar Anglii (3): 1896, 1907, 1935
- Puchar Ligi Angielskiej (1): 1991
- Tarcza Dobroczynności (1): 1935[53]

## Europejskie puchary
Legenda do wszystkich tabel:
- Q – runda eliminacyjna, 1/16, 1/8, 1/4, 1/2 – odpowiednia faza rozgrywek, Grupa – runda grupowa, 1r gr – pierwsza runda grupowa, 2r gr – druga runda grupowa, F – finał, R – runda, PO – play-off
- k. – rzuty karne, los. – losowanie, Dogr. – dogrywka, w. – zasada bramek strzelonych na wyjeździe

| Sezon   | Rozgrywki              | Runda   | Przeciwnik       | Dom | Wyjazd | Ogólnie    |
| ------- | ---------------------- | ------- | ---------------- | --- | ------ | ---------- |
| 1961/62 | Puchar Miast Targowych | 1R      | Olympique Lyon   | 5–2 | 2–4    | 7–6        |
| 1961/62 | Puchar Miast Targowych | 2R      | AS Roma          | 4–0 | 0–1    | 4–1        |
| 1961/62 | Puchar Miast Targowych | 1/4     | FC Barcelona     | 3–2 | 0–2    | 3–4        |
| 1963/64 | Puchar Miast Targowych | 1R      | DOS              | 4–1 | 4–1    | 8–2        |
| 1963/64 | Puchar Miast Targowych | 2R      | Köln             | 1–2 | 2–3    | 3–5        |
| 1992/93 | Puchar UEFA            | 1R      | Spora Luksemburg | 8–1 | 2–1    | 10–2       |
| 1992/93 | Puchar UEFA            | 2R      | Kaiserslautern   | 2–2 | 1–3    | 3–5        |
| 1995    | Puchar Intertoto       | Grupa 1 | FC Basel         |     | 0–1    | 2. miejsce |
| 1995    | Puchar Intertoto       | Grupa 1 | Górnik Zabrze    | 3–2 |        | 2. miejsce |
| 1995    | Puchar Intertoto       | Grupa 1 | Karlsruher SC    |     | 1–1    | 2. miejsce |
| 1995    | Puchar Intertoto       | Grupa 1 | Aarhus GF        | 3–1 |        | 2. miejsce |

## Rekordy klubowe
Najwyższe zwycięstwa:
- 9:1 vs. Birmingham City, Division One, 13 grudnia 1930
- 12:0 vs. Halliwell, 17 stycznia 1891

Szereg zwycięstw w lidze:
- 9 spotkań, od 23 kwietnia do 15 października w 1904 roku

Najwyższa porażka:
- 0:10 vs. Aston Villa, Division One, 5 października 1912 roku

Szereg porażek w lidze:
- 8 spotkań, od 9 września do 17 października w 2000 roku

Szereg meczów bez zwycięstwa w lidze:
- 20 spotkań, od 11 stycznia do 30 sierpnia w 1975 roku

Ciąg zremisowanych spotkań:
- 5 spotkań, od 24 października do 28 listopada w 1992 roku

Największa liczba zdobyta punktów w lidze:
- 62, Division Two, 1958-59 (Za zwycięstwo zostały dodawane na konto 2 punkty)
- 88, Division Two, 1983-84 (aktualny system, czyli 3 punkty za zwycięstwo)

Najwięcej goli w sezonie ligowym:
- 106, Division Two, 1958-59
- 105, Division One, 1929-30

### Pierwszy zespół
Stan na 5 lipca 2017 roku
| Nr | Poz. | Piłkarz                 |
| -- | ---- | ----------------------- |
| 1  | BR   | Keiren Westwood         |
| 2  | BR   | Joe Wildsmith           |
| 3  | PO   | David Jones             |
| 5  | PO   | Kieran Lee              |
| 6  | NA   | Steven Fletcher         |
| 7  | PO   | Almen Abdi              |
| 9  | PO   | Adam Reach              |
| 11 | NA   | Sam Winnall             |
| 12 | OB   | Glenn Loovens (Kapitan) |
| 14 | NA   | Gary Hooper             |
| 15 | OB   | Tom Lees                |
| 16 | OB   | Liam Palmer             |
| 17 | NA   | Jordan Rhodes           |
| 19 | NA   | Lucas João              |
| 21 | NA   | Marco Matias            |

| Nr | Poz. | Piłkarz             |
| -- | ---- | ------------------- |
| 23 | OB   | Sam Hutchinson      |
| 25 | BR   | Cameron Dawson      |
| 32 | OB   | Jack Hunt           |
| 33 | PO   | Ross Wallace        |
| 36 | OB   | Daniel Pudil        |
| 41 | PO   | Barry Bannan        |
| 43 | OB   | Morgan Fox          |
| 44 | NA   | Atdhe Nuhiu         |
| 45 | NA   | Fernando Forestieri |
|    | BR   | Jake Kean           |
|    | PO   | Filipe Melo         |
|    | PO   | George Boyd         |
|    | PO   | Lewis McGugan       |
|    | NA   | Modou Sougou        |

### Piłkarze na wypożyczeniu
| Nr | Poz. | Piłkarz |
| -- | ---- | ------- |

Sztab Szkoleniowy
- Menedżer - Steve Bruce
- Asystent menedżera - Lee Bullen
- Trener bramkarzy - Andy Rhodes